# Gare de Trooz
La gare de Trooz  est une gare ferroviaire belge de la ligne 37, de Liège-Guillemins à Hergenrath (frontière), située sur le territoire de la commune de Trooz, en Région wallonne dans la province de Liège.
Elle est mise en service en 1843 par les Chemins de fer de l'État belge.
C'est une halte ferroviaire de la Société nationale des chemins de fer belges (SNCB) desservie par des trains Suburbains (S) du Réseau express régional liégeois.

## Situation ferroviaire
Établie à 103 mètres d'altitude, la gare de Trooz est située au point kilométrique (PK) 10,952 de la ligne 37, de Liège-Guillemins à Hergenrath (frontière), entre les gares ouvertes de Chaudfontaine et de Fraipont.

## Histoire
La halte de Trooz est mise en service le 18 juillet 1843 par l’Administration des chemins de fer de l’État belge qui inaugurait la veille la section de Chaudfontaine à Verviers-Ouest de la ligne de Liège à la frontière de Prusse (actuelle ligne 37). Elle devient une gare en 1881.

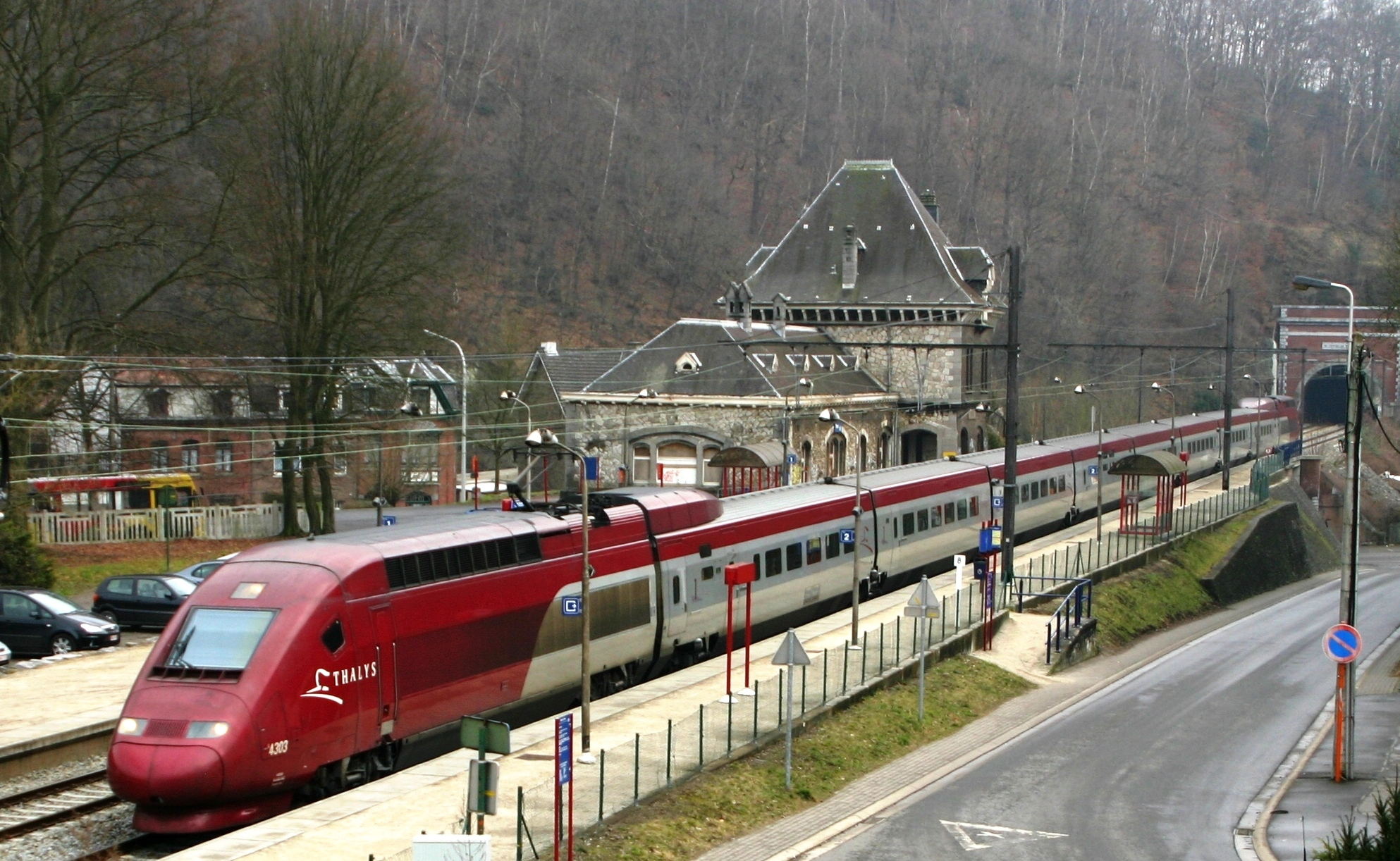
Avant la construction de la LGV 3, les trains à grande vitesse transitaient par la gare de Trooz.

Le bâtiment d'origine, remplacé en 1881, possédait à l'origine un toit de chaume, remplacé par des pannes en 1858.

## Service des voyageurs

### Accueil
Halte SNCB, c'est un point d'arrêt non géré (PANG) à accès libre.

### Dessertes
Trooz est desservie par des trains Suburbains (S) de la ligne S41 du RER liégeois.
Une relation S41 relie Liège-Saint-Lambert à Aix-la-Chapelle et une seconde, uniquement en semaine, Hasselt à Verviers-Central.

### Intermodalité
Un parking pour les véhicules y est aménagé. Elle est desservie par les bus des lignes 31, 33 et 188 de l'Opérateur de transport de Wallonie (TEC).

## Comptage voyageurs
Le graphique et le tableau montrent le nombre de passagers qui en moyenne embarquent durant la semaine, le samedi et le dimanche.
| Nombre de voyageurs qui embarquent à la gare de Trooz | Nombre de voyageurs qui embarquent à la gare de Trooz | Nombre de voyageurs qui embarquent à la gare de Trooz | Nombre de voyageurs qui embarquent à la gare de Trooz |
|                                                       | Semaine                                               | Samedi                                                | Dimanche                                              |
| ----------------------------------------------------- | ----------------------------------------------------- | ----------------------------------------------------- | ----------------------------------------------------- |
| 1977                                                  | 116                                                   | 28                                                    | 30                                                    |
| 1978                                                  | 105                                                   | 42                                                    | 38                                                    |
| 1979                                                  | 108                                                   | 51                                                    | 41                                                    |
| 1980                                                  | 99                                                    | 47                                                    | 42                                                    |
| 1981                                                  | 110                                                   | 45                                                    | 32                                                    |
| 1982                                                  | 108                                                   | 50                                                    | 62                                                    |
| 1983                                                  | 103                                                   | 24                                                    | 23                                                    |
| 1984                                                  | 124                                                   | 49                                                    | 43                                                    |
| 1985                                                  | 126                                                   | 38                                                    | 33                                                    |
| 1986                                                  | 100                                                   | 48                                                    | 47                                                    |
| 1987                                                  | 133                                                   | 58                                                    | 45                                                    |
| 1988                                                  | 125                                                   | 27                                                    | 29                                                    |
| 1989                                                  | 99                                                    | 27                                                    | 32                                                    |
| 1990                                                  | 107                                                   | 23                                                    | 19                                                    |
| 1991                                                  | 131                                                   | 27                                                    | 23                                                    |
| 1992                                                  | 117                                                   | 29                                                    | 36                                                    |
| 1993                                                  | 132                                                   | 33                                                    | 30                                                    |
| 1994                                                  | 132                                                   | 39                                                    | 48                                                    |
| 1995                                                  | 118                                                   | 29                                                    | 28                                                    |
| 1996                                                  | 130                                                   | 30                                                    | -                                                     |
| 1997                                                  | 107                                                   | 30                                                    | -                                                     |
| 1998                                                  | 159                                                   | 27                                                    | 30                                                    |
| 1999                                                  | 107                                                   | 27                                                    | 24                                                    |
| 2000                                                  | 208                                                   | 42                                                    | 38                                                    |
| 2001                                                  | 93                                                    | 21                                                    | 19                                                    |
| 2002                                                  | 111                                                   | 22                                                    | 13                                                    |
| 2003                                                  | 115                                                   | 20                                                    | 22                                                    |
| 2004                                                  | 155                                                   | 21                                                    | 24                                                    |
| 2005                                                  | 103                                                   | 18                                                    | 20                                                    |
| 2006                                                  | 117                                                   | 46                                                    | 23                                                    |
| 2007                                                  | 120                                                   | 22                                                    | 26                                                    |
| 2008                                                  | -                                                     | -                                                     | -                                                     |
| 2009                                                  | 132                                                   | 32                                                    | 27                                                    |
| 2010                                                  | -                                                     | -                                                     | -                                                     |
| 2011                                                  | -                                                     | -                                                     | -                                                     |
| 2012                                                  | 167                                                   | 21                                                    | 20                                                    |
| 2013                                                  | 157                                                   | 25                                                    | 16                                                    |
| 2014                                                  | 159                                                   | 32                                                    | 34                                                    |
| 2015                                                  | 115                                                   | 41                                                    | 27                                                    |
| 2016                                                  | 151                                                   | 86                                                    | 57                                                    |
| 2017                                                  | 147                                                   | 55                                                    | 48                                                    |
| 2018                                                  | 138                                                   | 47                                                    | 37                                                    |
| 2019                                                  | 119                                                   | 44                                                    | 37                                                    |
| 2020                                                  | 67                                                    | 49                                                    | 26                                                    |
| 2021                                                  | -                                                     | -                                                     | -                                                     |
| 2022                                                  | 122                                                   | 71                                                    | 54                                                    |
| 2023                                                  | 162                                                   | 53                                                    | 35                                                    |
| 2024                                                  | 167                                                   | 60                                                    | 50                                                    |

## Patrimoine ferroviaire
Construit en 1881, le bâtiment des recettes est un édifice d'aspect néo-médiéval, unique en Belgique. Réalisé entièrement en pierre, il comporte des contreforts, un étage en encorbellement, un mur crénelé bordant la cour intérieure et des baies géminées. Un clocheton et une marquise, se trouvaient côté quai.
Désaffecté par la SNCB, son état s'était dégradé. En 2015, la commune de Trooz a rénové le bâtiment et y a installé un bureau de poste, l'office de tourisme, un salon de coiffure, le musée de la radio, un espace destiné aux expositions temporaires ainsi que la bibliothèque communale,.
Un mur de soutènement, construit dans les années 1840, a été soigneusement reconstruit à l'identique après des travaux de stabilisation.